# Blechum haenkei
Blechum haenkei är en akantusväxtart som beskrevs av Christian Gottfried Daniel Nees von Esenbeck. Blechum haenkei ingår i släktet Blechum och familjen akantusväxter. Inga underarter finns listade i Catalogue of Life.